# Richard Jukl
Richard Jukl (Jimramov, 13 giugno 1968) è un ex calciatore ceco, fino al 1993 cecoslovacco, di ruolo attaccante.

## Palmarès

### Club

#### Competizioni nazionali
- Coppa della Repubblica Ceca: 1

Hradec Králové: 1994-1995